# Inés Íñiguez de Mendoza

Escudo de la Casa de Mendoza.

Inés Íñiguez de Mendoza, hija de Íñigo López de Mendoza, señor de Llodio, y de su esposa María García, fue amante del rey Alfonso IX de León.

## Biografía
Se desconoce su fecha de nacimiento. Fue hija de Íñigo López de Mendoza, señor de Llodio, y de su esposa María García. Fue pareja del rey Alfonso IX de León, a quien dio una hija, y con quien mantuvo una relación antes de que el rey contrajese un segundo matrimonio con la reina Berenguela de Castilla, hija de Alfonso VIII de Castilla.
Se desconoce su fecha de defunción.

## Descendencia
Fruto de su relación extramatrimonial con el rey Alfonso IX de León, hijo de Fernando II de León y de la reina Urraca de Portugal, nació una hija:
- Urraca Alfonso de León (1197-1242/1258). Contrajo matrimonio con Lope Díaz II de Haro,[1] señor de Vizcaya e hijo de Diego López II de Haro, señor de Vizcaya, y de su esposa María Manrique de Lara.